# Киргизско-туркменские отношения
Киргизско-туркменские отношения — двусторонние дипломатические отношения между Кыргызской Республикой и Туркменистаном были установлены 9 октября 1992 года.
Киргизия входит в состав Организации тюркских государств, в то время как Туркменистан имеет статус наблюдателя. Кроме того, Киргизия является полноправным членом СНГ, а Туркмения участвует в объединении как ассоциированный член. 

## Посольство Туркменистана в Кыргызстане
Посольство Туркменистана в Кыргызстане (Бишкек) впервые было открыто 4 мая 1999 года, однако работу не начало. Повторный указ об открытии посольства Туркменистана в Кыргызстан вышел 28 июня 2014 года. В настоящее время посольство расположено по адресу: г. Бишкек, ул. Байтик Баатыра, д. 9 (кирг. Bishkek, st.Baitik-Baatir, 9).
С 5 февраля 2016 года посольство возглавлял Чрезвычайный и Полномочный Посол Туркменистана в Кыргызской Респрублике Шадурды Мередов. С 1 августа 2023 года Ш. О. Мередов был освобождён от должности Посла в Кыргызской Республике и назначен Чрезвычайным и Полномочным Послом в Республике Узбекистан. Новый Посол пока не назначен.

### Послы
- Ниязлиев, Батыр (2014—2016)
- Мередов, Шадурды (2016 — 01.08.2023)

## Посольство Кыргызстана в Туркменистане
Посольство Кыргызской Республики в Туркменистане (г. Ашгабад) открылось в 1994 году. По состоянию на 2023 год посольство расположено по адресу: Ашгабад, Гарашсызлык шаелы, д. 17.
С 25 ноября 2023 года посольство возглавляет Чрезвычайный и Полномочный Посол Кыргызской Республики в Туркменистане Азизбек Мадмаров.

### Послы
- Чинар Чокубаева (1994—1998)
- Маркил Ибраев (1998—2001)
- Зарылбек Акматбеков(2001—2008)
- Борубек Аширов (2008—2011)
- Базарбай Мамбетов (2011—2013)
- Нурлан Абдурахманов (2013—2014) Временный поверенный в делах
- Жаныш Рустенбеков (2014—2018)
- Талант Султанов (2021 — август 2022)
- Азизбек Мадмаров (с 25 ноября 2022)